# Lise Davidsen
Lise Davidsen (Stokke, 8 de febrer de 1987) és una cantant d'òpera noruega. Va arribar a destacar després de guanyar el concurs Operalia i s'ha fet coneguda com a soprano dramàtica lírica.

## Carrera
Lise Davidsen va començar a tocar la guitarra i a cantar quan tenia quinze anys. Mentre progressava, es va centrar en el cant i va rebre un grau de l'Acadèmia de Música Grieg de Bergen (Noruega) el 2010. Durant aquest període va treballar amb coneguts cantants com Bettina Smith i Hilde Haraldsen Sveen i va cantar com a mezzosoprano amb el cor solista noruec.
Després va començar a estudiar per a un màster a la Royal Opera Academy de Copenhaguen i la seva professora, Susanna Eken, la va ajudar a desenvolupar la seva veu com a soprano d'òpera. El 2014 va actuar com a solista amb la Filharmònica de Berlín en un concert del Royal Danish Music Conservatory. Aquest any, es va graduar a la Royal Opera Academy i va rebre el premi de talent Léonie Sonning i el Danish Singers Award. També va rebre el suport financer del Skipsreder Tom Wilhelmsen, Karen i Arthur Feldthusens i Sine Butenschøns Foundations.
Durant aquest període, va fer les seves primeres aparicions amb la Royal Danish Opera, durant la temporada 2012-13, com el Gos i mussol a La guineueta astuta. Després va cantar Emilia a Otello de Verdi i Rosalinde a Die Fledermaus de Strauss, i va guanyar el Reumert Talentpris.
El 2015 va guanyar el primer premi de la competició Queen Sonja i el primer premi i premi del públic en la competició Operalia a Londres. També va guanyar tres premis en el concurs de cant de Hans Gabor Belvedere de 2015 a Amsterdam i va ser una laureada de HSBC Aix-en-Provence, va rebre el Premi Statoal Talent Bursary, el Leonie Sonning Music Prize i el Kirsten Flagstad Award. El 2018 va rebre el Queen Ingrid Prize i va ser nomenada Artista jove de l'any de Gramophone Magazine.
Davidsen ha actuat a molts festivals i teatres d'òpera. El 2017 va debutar a Glyndebourne, cantant el paper principal a Ariadne auf Naxos de Strauss, va fer el seu primer recital a Wigmore Hall, i va fer la seva primera actuació a la BBC. També ha actuat a l'Òpera de Zúric, a la Wiener Staatsoper, al Festival d'Ais de Provença, a la Royal Opera House, al Teatro Colon, a l'Òpera de Baviera. Durant la temporada 2017-18, va ser artista resident a l'Orquestra Filharmònica de Bergen.